# Julian Howell Miller
Julian Howell Miller ( 1890 - 1961 ) fue un botánico, y micólogo estadounidense, desde 1921 fue profesor de botánica y luego de 1927 director de los Laboratorios de biología en la Universidad de Georgia. Hizo importantes contribuciones a la micología, y fue dirigido por John M. Reade durante su investigación de grado.

## Algunas publicacionies

### Libros
- 1928. Biologic studies in the Sphaeriales ... 62 pp. Ed. Cornell University
- 1941. The Ascomycetes of Georgia. Volumen 131 de Plant disease reporter: Supplement. 93 pp.
- 1961. A monograph of the world species of Hypoxylon. 158 pp. Ed. University of Georgia Press

- La abreviatura «J.H.Mill.» se emplea para indicar a Julian Howell Miller como autoridad en la descripción y clasificación científica de los vegetales.[1]